# 新郷村 (福島県耶麻郡)
新郷村（しんごうむら）は福島県耶麻郡にあった村。現在の西会津町新郷各大字にあたる。

## 地理
- 河川：阿賀川

## 歴史
- 1889年（明治22年）4月1日 - 町村制の施行により富士村、笹川村、三河村、豊洲村の区域をもって発足。
- 1954年（昭和29年）7月1日 - 奥川村および河沼郡野沢町・尾野本村・登世島村・睦合村・下谷村・群岡村・上野尻村・宝坂村と合併して西会津町が発足。同日新郷村廃止。

## 交通

### 鉄道路線
村域に鉄道路線は存在しなかったが、阿賀川対岸の河沼郡上野尻村に磐越西線の上野尻駅が所在した。